# Ronde van Spanje 2007
De 62e editie van de Ronde van Spanje ging op zaterdag 1 september 2007 van start in Vigo, in de regio Galicië, en voerde via Santiago de Compostella, Zaragoza, de Pyreneeën, Granada en Ávila naar de hoofdstad Madrid. Onder de 21 etappes waren twee individuele tijdritten. Tijdens de Vuelta waren er twee rustdagen, op 11 september en op 17 september.
Winnaar werd de Rus Denis Mensjov, die eerder al de Ronde van Spanje 2005 won. Aangezien hij destijds pas tot winnaar werd uitgeroepen nadat Roberto Heras twee maanden na afloop van de wedstrijd positief werd bevonden op doping, was het de eerste keer dat Mensjov zijn zege bij de aankomst in Madrid kon vieren.

## Vooraf
De eerste drie van het eindklassement van de Ronde van Spanje 2006; Aleksandr Vinokoerov, Alejandro Valverde en Andrej Kasjetsjkin, behoorden niet tot het startersveld. Vinokoerov en Kasjetsjkin waren respectievelijk tijdens en kort na de Ronde van Frankrijk 2007 betrapt op bloeddoping. Valverde liet begin augustus weten niet van start te gaan, omdat hij zich wilde richten op de wereldkampioenschappen op de weg.

## Eindklassement
Mensjov werd winnaar van het eindklassement van de Ronde van Spanje van 2007. Hij eindigde ruim voor Carlos Sastre en Samuel Sánchez, die vooral de laatste week zeer goed in vorm was. In de top tien staan zes Spanjaarden, drie Russen en één Australiër.
| rang | renner            | land      | ploeg                 | tijd       |
| ---- | ----------------- | --------- | --------------------- | ---------- |
| 1    | Denis Mensjov     | Rusland   | Rabobank              | 80u 59'07" |
| 2    | Carlos Sastre     | Spanje    | Team CSC              | + 3'31"    |
| 3    | Samuel Sánchez    | Spanje    | Euskaltel-Euskadi     | + 3'46"    |
| 4    | Cadel Evans       | Australië | Predictor-Lotto       | + 3'56"    |
| 5    | Ezequiel Mosquera | Spanje    | Karpin-Galicia        | + 6'34"    |
| 6    | Vladimir Jefimkin | Rusland   | Caisse d'Epargne      | + 7'07"    |
| 7    | Vladimir Karpets  | Rusland   | Caisse d'Epargne      | + 8'09"    |
| 8    | Igor Antón        | Spanje    | Euskaltel-Euskadi     | + 8'44"    |
| 9    | Manuel Beltrán    | Spanje    | Liquigas              | + 9'38"    |
| 10   | Carlos Barredo    | Spanje    | Quick·Step-Innergetic | + 10'12"   |

## Etappe-overzicht
| datum    | etappe  | route                                     | afstand | winnaar              | ploeg                 | klassementsleider |
| -------- | ------- | ----------------------------------------- | ------- | -------------------- | --------------------- | ----------------- |
| 1 sept.  | 1       | Vigo - Vigo                               | 153 km  | Daniele Bennati      | Lampre-Fondital       | Daniele Bennati   |
| 2 sept.  | 2       | Allariz - Santiago de Compostella         | 148 km  | Óscar Freire         | Rabobank              | Oscar Freire      |
| 3 sept.  | 3       | Viveiro - Luarca                          | 153 km  | Paolo Bettini        | Quick·Step-Innergetic | Oscar Freire      |
| 4 sept.  | 4       | Langreo - Lagos de Covadonga              | 185 km  | Vladimir Jefimkin    | Caisse d'Epargne      | Vladimir Jefimkin |
| 5 sept.  | 5       | Cangas de Onís - Reinosa                  | 157 km  | Óscar Freire         | Rabobank              | Vladimir Jefimkin |
| 6 sept.  | 6       | Reinosa - Logroño                         | 184 km  | Óscar Freire         | Rabobank              | Vladimir Jefimkin |
| 7 sept.  | 7       | Calahorra - Zaragoza                      | 176 km  | Erik Zabel           | Team Milram           | Vladimir Jefimkin |
| 8 sept.  | 8       | Den. Origen Cariñena - Zaragoza (ITT)     | 52 km   | Bert Grabsch         | T-Mobile Team         | Stijn Devolder    |
| 9 sept.  | 9       | Huesca - Cerler                           | 167 km  | Leonardo Piepoli     | Saunier Duval-Prodir  | Denis Mensjov     |
| 10 sept. | 10      | Benasque - Andorra (Ordino Arcalís)       | 214 km  | Denis Mensjov        | Rabobank              | Denis Mensjov     |
| 11 sept. | Rustdag | Rustdag                                   | Rustdag | Rustdag              | Rustdag               | Rustdag           |
| 12 sept. | 11      | Oropesa del Mar - Algemesí                | 191 km  | Alessandro Petacchi  | Team Milram           | Denis Mensjov     |
| 13 sept. | 12      | Algemesí - Hellín                         | 167 km  | Alessandro Petacchi  | Team Milram           | Denis Mensjov     |
| 14 sept. | 13      | Hellín - Torre-Pacheco                    | 176 km  | Tom Stamsnijder      | Team Gerolsteiner     | Denis Mensjov     |
| 15 sept. | 14      | Puerto Lumbreras - Villacarrillo          | 206 km  | Jason McCartney      | Discovery Channel     | Denis Mensjov     |
| 16 sept. | 15      | Villacarrillo - Granada                   | 201 km  | Samuel Sánchez       | Euskaltel-Euskadi     | Denis Mensjov     |
| 17 sept. | Rustdag | Rustdag                                   | Rustdag | Rustdag              | Rustdag               | Rustdag           |
| 18 sept. | 16      | Jaén - Puertollano                        | 165 km  | Leonardo Duque       | Cofidis               | Denis Mensjov     |
| 19 sept. | 17      | Ciudad Real - Talavera de la Reina        | 175 km  | Daniele Bennati      | Lampre-Fondital       | Denis Mensjov     |
| 20 sept. | 18      | Talavera de la Reina - Ávila              | 153 km  | Luis Pérez Rodríguez | Andalucía-Cajasur     | Denis Mensjov     |
| 21 sept. | 19      | Ávila - Alto de Abantos                   | 133 km  | Samuel Sánchez       | Euskaltel-Euskadi     | Denis Mensjov     |
| 22 sept. | 20      | Collado Villalba - Collado Villalba (ITT) | 25 km   | Samuel Sánchez       | Euskaltel-Euskadi     | Denis Mensjov     |
| 23 sept. | 21      | Rivas-Vaciamadrid - Madrid                | 100 km  | Daniele Bennati      | Lampre-Fondital       | Denis Mensjov     |

## Klassementsleiders na elke etappe
| Etappe | Gouden trui Alg. klassement | Rode trui Puntenklassement | Oranje trui Bergklassement | Witte trui Combiklassement | Ploegenklassement |
| 1      | Daniele Bennati             | Daniele Bennati            | Serafín Martínez           | Geoffroy Lequatre          | Bouygues Télécom  |
| 2      | Óscar Freire                | Óscar Freire               | Serafín Martínez           | Manuel Vázquez             | Bouygues Télécom  |
| 3      | Óscar Freire                | Óscar Freire               | Serafín Martínez           | David de la Fuente         | Caisse d'Epargne  |
| 4      | Vladimir Jefimkin           | Óscar Freire               | Serafín Martínez           | Vladimir Jefimkin          | Caisse d'Epargne  |
| 5      | Vladimir Jefimkin           | Óscar Freire               | Serafín Martínez           | Vladimir Jefimkin          | Caisse d'Epargne  |
| 6      | Vladimir Jefimkin           | Óscar Freire               | Serafín Martínez           | Vladimir Jefimkin          | Caisse d'Epargne  |
| 7      | Vladimir Jefimkin           | Óscar Freire               | Serafín Martínez           | Vladimir Jefimkin          | Caisse d'Epargne  |
| 8      | Stijn Devolder              | Óscar Freire               | Serafín Martínez           | Stijn Devolder             | Caisse d'Epargne  |
| 9      | Denis Mensjov               | Óscar Freire               | Serafín Martínez           | Denis Mensjov              | Caisse d'Epargne  |
| 10     | Denis Mensjov               | Paolo Bettini              | Denis Mensjov              | Denis Mensjov              | Caisse d'Epargne  |
| 11     | Denis Mensjov               | Paolo Bettini              | Leonardo Piepoli           | Denis Mensjov              | Caisse d'Epargne  |
| 12     | Denis Mensjov               | Paolo Bettini              | Denis Mensjov              | Denis Mensjov              | Caisse d'Epargne  |
| 13     | Denis Mensjov               | Paolo Bettini              | Denis Mensjov              | Denis Mensjov              | Caisse d'Epargne  |
| 14     | Denis Mensjov               | Paolo Bettini              | Denis Mensjov              | Denis Mensjov              | Caisse d'Epargne  |
| 15     | Denis Mensjov               | Paolo Bettini              | Jurgen Van Goolen          | Denis Mensjov              | Caisse d'Epargne  |
| 16     | Denis Mensjov               | Paolo Bettini              | Jurgen Van Goolen          | Denis Mensjov              | Caisse d'Epargne  |
| 17     | Denis Mensjov               | Paolo Bettini              | Jurgen Van Goolen          | Denis Mensjov              | Caisse d'Epargne  |
| 18     | Denis Mensjov               | Daniele Bennati            | Denis Mensjov              | Denis Mensjov              | Caisse d'Epargne  |
| 19     | Denis Mensjov               | Daniele Bennati            | Denis Mensjov              | Denis Mensjov              | Caisse d'Epargne  |
| 20     | Denis Mensjov               | Denis Mensjov              | Denis Mensjov              | Denis Mensjov              | Caisse d'Epargne  |
| 21     | Denis Mensjov               | Daniele Bennati            | Denis Mensjov              | Denis Mensjov              | Caisse d'Epargne  |

## Bijzonderheden
Naar goede gewoonte zijn er in deze Vuelta nieuwe leiderstruien. De gouden leiderstrui kreeg een nieuwe sponsor (DHO). De puntentrui werd rood en de bergtrui werd grijs-blauw, al noemen de Spanjaarden hem liever zilver. De combinatietrui bleef wit en behield zijn sponsor.